# 黑柳朝
黑柳朝（日语：／ Kuroyanagi Chō，1910年9月6日—2006年8月16日）是一名日本的随笔作家，暱称为「阿朝」（チョッちゃん）。长女是作家、演员兼主持人黑柳彻子。

## 人物背景
黑柳朝出生于北海道空知郡泷川町，本来姓门山，是家中的长女。父亲门山周通经营自己的医院，母亲名叫三好。门山家代代都是松山藩的家臣，祖父门山周智在东京学习医学后于故乡山形县松山町（现为酒田市）开设医院，而且是町内会的一员。他的次子周通在仙台医学专门学校（现为东北大学医学部）毕业后，在北海道开设妇产医院。画家村山槐多是门山周智的哥哥的孙子。
母亲三好为了再入学到名叫宫城女学校的教会学校（现为宫城学院中学校·高等学校）而搬家到仙台，黑柳朝上了仙台东二番町的小学。1923年她升入岩见泽高等女学校（现为北海道岩见泽西高等学校），度过了四年的寄宿生活。
黑柳朝听从音乐老师的建议，在1927年去往东京，升入东洋音乐学校（现为东京音乐大学）声乐科。和学生时期在贝多芬《第九交响曲》的演奏会上认识的新交响乐团（NHK交响乐团的前身）的首席小提琴手黑柳守纲结婚，在名叫乃木坂俱乐部（乃木坂クラブ）的公寓中开始了新婚生活。长女为黑柳彻子，长子为明儿，次子为黑柳纪明，次女为黑柳真理。长子后因败血症死亡。
1944年丈夫去往中国战线作战后，以1945年3月10日的东京大空袭为契机，黑柳朝疏散往青森县三户郡的诹访之平，以做向八户卖蔬菜水果的小贩为生。1945年战争结束后，靠着向东京边走边买东西维持生计。
1949年末，丈夫从西伯利亚服刑回家，掌管东京交响乐团的演奏会事务。丈夫归国后仍做着小贩的工作。
47岁时生下三子贵之。成为日本基督教团镰仓雪之下教会的一员。
1982年，在杂志《主妇与生活》1982年4月号-10月号连载自传体随笔《阿朝来啦》，写作生涯开始。主妇与生活社在同年12月刊行了这些描写自己养育孩子等话题的语言幽默的随笔，一时间成为话题及畅销书。
1983年丈夫死后，去到北美演讲旅行，服务海外日本人和教会。第二年，自传《阿朝来啦》（主妇与生活社刊）出版，并被改编成NHK电视台的晨间剧。她在1993年出版的自传《阿朝的故事》（金之星社刊）于1996年被改编成同名电影。
演员出道前的三上博史曾在黑柳朝加利福尼亚的家中住过。
黑柳朝是泷川市的名誉市民，泷川市的市花定为大波斯菊也是因为黑柳朝所说过的话。由于小时候开始就收到基督教文化的熏陶，她收集了600件左右的西洋古典艺术品，并将其整体命名为「阿朝的古董收藏」（チョッちゃん・アンティーク・コレクション）捐赠给故乡泷川市。
2006年8月16日由于心脏衰竭在东京都内的医院去世，享年97岁（实岁95岁）。翌年九月，以长女黑柳彻子为听众的黑柳朝最后的作品《阿朝快一百岁了》于主妇与生活社出版，书中描写了关于养育孩子和家庭方面的话题。

## 著作
- 《阿朝来啦》（主妇与生活社、1982年12月）
- 《就因为是阿朝才要做》（朝日新聞社、1985年5月）
- 《老婆婆哟，胸怀大志吧》（主妇与生活社、1986年9月）
- 《阿朝到现在为止的生活之道》（講談社、1987年7月）
- 《阿朝的内心永远是哥伦布》（主妇与生活社、1987年9月）
- 《阿朝是心中有花朵开放的老婆婆》（リヨン社、1989年2月）
- 《小豆豆和我》（主妇与生活社、1990年8月）
- 《因为有花的存在，每天都是好日子》（文化出版局、1991年10月）
- 《魔女阿朝——旅行的种种》（主妇与生活社、1992年9月）
- 《阿朝的故事》（金之星社、1993年6月）
- 《阿朝快100岁啦》（主妇与生活社、2006年9月）

## 相关演员、声优
- 古村比呂 - 晨间剧《阿朝》(1987年， NHK电视台) [注 1]
- 島本須美 (声)-动画电影《阿朝的故事》(1996年，东宝电影)
- 安田成美 - 星期六电视剧《小豆豆电视台》(2016年， NHK综合台)
- 松下奈緒 - 连续剧《小豆豆！》(2017年， 电视)